# Hennessey Performance Engineering

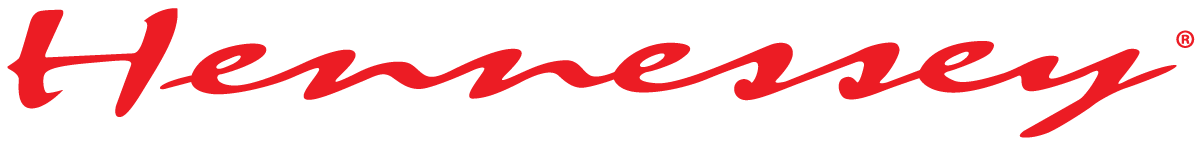
Logo Hennessey

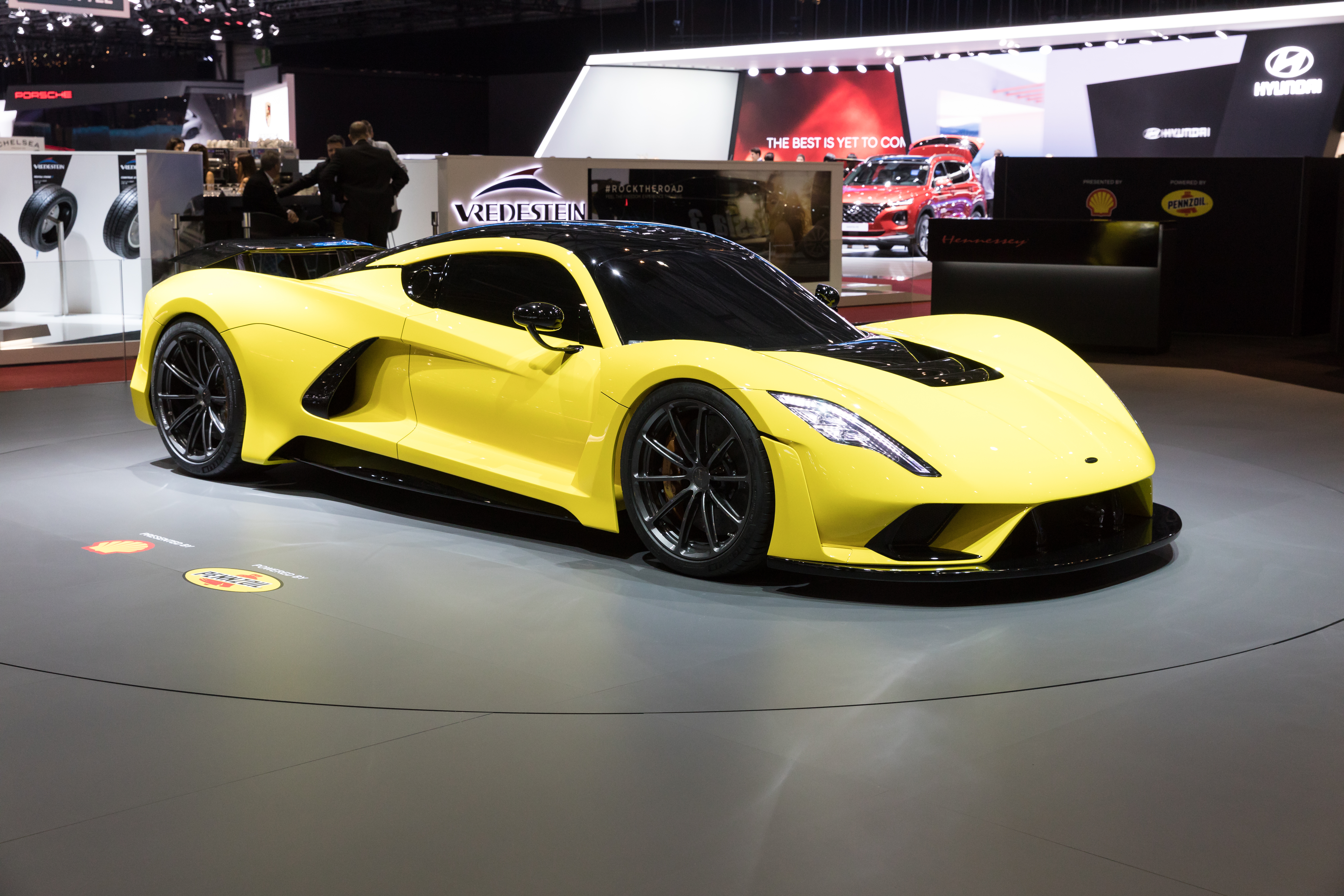
Hennessey Venom F5 2018

A Hennessey Performance Engineering é uma empresa americana especializada em modificar esportes e super carros de diversas marcas como Ferrari, Porsche, McLaren, Chevrolet, Dodge, Cadillac, Lotus, Jeep, Ford, GMC, Lincoln e Lexus. Fundada em 1991 por John Hennessey, sua principal instalação está localizada a 45 minutos a oeste de Houston, Texas. Esta empresa se concentra na modificação de componentes mecânicos para a criação de carros de alta potência. Além de automóveis de alto desempenho, eles também ajustam veículos utilitários esportivos, como Ford Raptors e Jeep Cherokees. Eles também trabalham em carros de luxo como Bentleys e muscle cars como o Dodge Charger e o Challenger.

## Escola Tuner
Em 2008, a Escola Tuner foi fundada pela empresa. É uma instituição privada dedicada a ensinar e treinar técnicos de tuning de veículos de alto desempenho. Está localizado no Lonestar Motorsports Park, perto da sede da Hennessey Performance. Todos os instrutores nesta unidade de ensino são mecânicos de ajuste de desempenho reais.

## Divisões

### Veículos Especiais Hennessey
A Hennessey é dona da recém-criada divisão Hennessey Special Vehicles, na qual constrói a linha de carros esportivos Hennessey Venom GT. A divisão é encarregada de aprender com suas experiências com o Venom GT e aplicá-lo à mais nova variação, o Hennessey Venom F5 , que sucederá ao Venom GT. [10] Todos os veículos vendidos sob a divisão são marcados como um modelo regular da Hennessey, apesar de serem construídos pela divisão.